# Myrna Fahey
Myrna Fahey (Carmel, Maine, 12 de marzo de 1933 - Santa Mónica, California, 6 de mayo de 1973) fue una actriz estadounidense conocida especialmente por su papel de María Crespo en la serie televisiva El Zorro, de Walt Disney, y por su interpretación de Madeline Usher en la versión cinematográfica de La Caída de la Casa Usher, basada en la novela del mismo nombre de Edgar Allan Poe. La carrera de Fahey se desarrolló entre 1954 y 1973 (año de su fallecimiento) actuando principalmente en series de televisión. Sus padres eran Francis E. Fahey, fabricante de botes en Maine, y Olivia Newcomb Fahey.

## Formación académica
Estudia en la Escuela "Pemetic High School" en Southwest Harbor, donde se graduó a los 17 años. Aprende teatro con Sanford Meisner, en la prestigiosa escuela de teatro Neighborhood Playhouse ubicada en el corazón de Nueva York. Acompañada por dos amigos de la familia, (el matrimonio Butler) va a California, donde se inscribe en la escuela de teatro Pasadena Playhouse actuando allí un año.

## Trayectoria cinematográfica
Morena y de belleza sugestiva, Myrna Fahey actuó en más de 40 películas y series de televisión entre 1954 y 1973, incluyendo el film "La caída de la Casa Usher" (1960) que protagoniza con Vincent Price. Trabaja en episodios de series como El Zorro, Bonanza, Perry Mason, Batman, The Time Tunnel, Laramie.

### Filmografía
- The Great American Beauty Contest (1973) (TV) como Miss Utah Chaperone
- Monty Nash (1 episodio, 1971)
  - The Friendliest Town in the South (1971) como Roxanne
- Rango (1 episodio, 1967)
  - The Not So Good Train Robbery (1967)
- "The Time Tunnel" (1 episodio, 1967)
  - The Walls of Jericho (1967) como Rahab
- "Batman" (2 episodios, 1966)
  - Holy Rat Race (1966) como Blaze (episodio 18)
  - True or False Face (1966) como Blaze (episodio 17)
- Perry Mason (4 episodios, 1960-1966)
  - The Case of the Midnight Howler (1966) como Holly Andrews
  - The Case of the Gambling Lady (1965) como Myrna Warren
  - The Case of the Violent Vest (1961) como Grace Halley
  - The Case of the Nimble Nephew (1960) como Lydia Logan
- Laredo (1 episodio, 1965)
  - Three's Company (1965) como Emily Henderson
- Kraft Suspense Theatre(2 episodios, 1964-1965)
  - Nobody Will Ever Know (1965) como Janet Banning
  - The Wine-Dark Sea (1964) como Honora Malone
- Daniel Boone (1 episodio, 1965)
  - The Price of Friendship (1965) como Sara Hanks
- The Reporter (1 episodio, 1964)
  - Vote for Murder (1964) como Marilinn Shipp
- Peyton Place (1964) como la enfermera Jennifer Ivers (varios episodios)
- Wagon Train (2 episodios, 1960-1964)
  - The Melanie Craig Story (1964) como Melanie Craig
  - The Jane Hawkins Story (1960) como Jane Hawkins
- Intriga en Hawái (4 episodios, 1959-1963)
  - The Sisters (1963) como Nora Cobinder
  - The Contenders (1960) como Laura Steck
  - Second Fiddle (1960) como Della Kandinsky
  - Dangerous Eden (1959) como Kay Laniel
- 77 Sunset Strip (4 episodios, 1958-1963)
  - The Night Was Six Years Long (1963) como Janie Maynor Benton
  - The Dresden Doll (1960) como Dolly Stewart
  - Who Killed Cock Robin? (1960) como Lynn Wells
  - A Nice Social Evening (1958) como una mujer en el salón para mujeres(no aparece en los créditos)
- Laramie 1 episodio, 1962)
  - Lost Allegiance (1962) como Sharon Helford
- Surfside 6 (2 episodios, 1960-1961)
  - Pattern for a Frame (1961) como Valerie Grant
  - The International Net (1960) como Ann Trevor
- "Straightaway" (1 episodio, 1961)
  - Troubleshooter (1961) como Ángela
- "Father of the Bride" (1961) como. Katherine "Kay" Banks (varios episodios)
- "Checkmate" (1 episodio, 1961)
  - Jungle Castle (1961) como Marylu Kepes
- "The Americans" (1 episodio, 1961)
  - The Invaders (1961) como Ruth
- "Thriller" (1 episodio, 1960)
  - Girl with a Secret (1960) como Alice Page
- "Bonanza" (1 episodio, 1960)
  - Breed of Violence (1960) como Dolly Kincaid
- "Maverick" (3 episodios, 1959-1960)
  - Mano Nera (1960) como Carla Marchese
  - A Flock of Trouble (1960) como Dee Cooper
  - Duel at Sundown (1959) como Susie
- La caída de la Casa Usher (1960) como Madeline Usher
- "The Alaskans" (1 episodio, 1960)
  - Calico (1960) como Calico
- "Bachelor Father" (1 episodio, 1960)
  - Bentley and the Travel Agent (1960)
- "Overland Trail" (1 episodio, 1960)
  - Vigilantes of Montana (1960) como Harriet Plummer
- The Story on Page One (1959) como Alice
- Face of a Fugitive (1959) como Janet Hawthorne
- Imitation of Life (1959) como "una Actriz" (no aparece en los créditos)
- "Colt.45" (1 episodio, 1959)
  - The Escape (1959) como Sue
- "El Zorro" (4 episodios, 1958)
  - The Man with the Whip (1958) como María Crespo
  - Slaves of the Eagle (1958) como María Crespo
  - Garcia Stands Accused (1958) como María Crespo
  - Shadow of Doubt (1958) como María Crespo
- "Adventures of Superman" (1 episodio, 1958)
  - All That Glitters (1958) como Miss Dunn
- "Gunsmoke" (1 episodio, 1958)
  - Innocent Broad (1958) como Linda Bell
- "The George Burns and Gracie Allen Show" (2 episodios, 1958)
  - episodio #8.23 (1958) como Barbara Westrope
  - episodio #8.27 (1958) como Barbara Westrope
- "Harbor Command" (1 episodio, 1958)
  - Killer on My Doorstep (1958)
- "Flight" (1 episodio)
  - Flight Surgeon (1958)
- "The Gray Ghost" (1 episodio, 1958)
  - The Hero (1958) como Barbara
- Jeanne Eagels (1957) como "una chica" (no aparece en los créditos)
- Loving You (1957) como "3.ª Buscadora de Autógrafos" (no aparece en los créditos)
- I Died a Thousand Times (1955) como Margie (no aparece en los créditos)
- "Kings Row" (1 episodio, 1955)
  - Lady in Fear (1955) como Renee
- "Cavalcade of America" (1 episodio, 1954)
  - Margin of Victory (1954)

#### Autobiografías
- "Here's Hollywood" (1 episodio, 1962)
  - episodio emitido el 31 de mayo de 1962 "sobre ella misma"

## Concursos de belleza
Debido a su belleza participa en varios concursos:
- En mayo de 1950 se corona como "Miss Mount Desert Island".
- En 1952 concursa para "Miss Maine".
- En 1956 se corona como "Miss Rheingold".
- En octubre de 1961 es elegida como Reina del "Winter Sports Show", celebrado en el "Shrine Exposition Hall" de Los Ángeles.

## Galería de Fotos

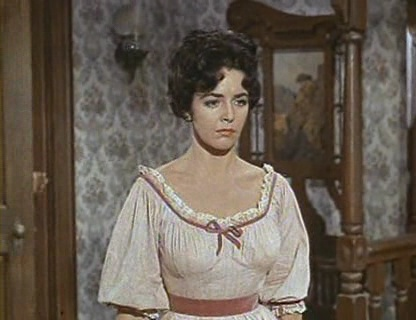
Bonanza
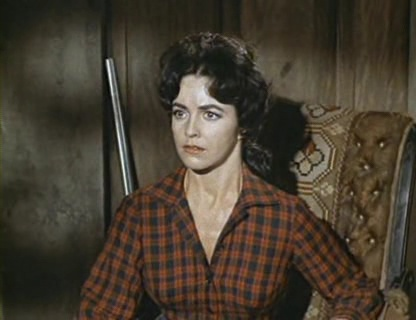
Bonanza
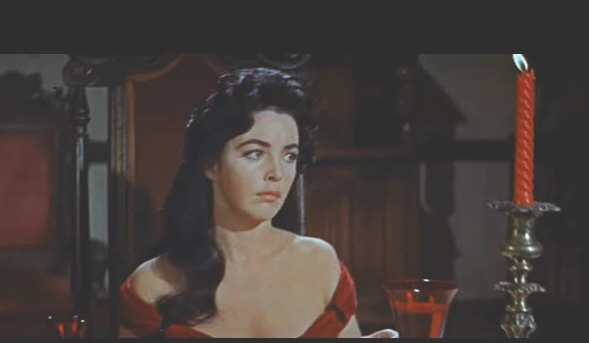
La caída de la casa Usher

## Muerte
El 6 de mayo de 1973, Fahey muere a los 40 años en el Hospital St. Johns de Santa Mónica, California, después de una larga batalla contra el cáncer.